# Erwin Halfen
Erwin Halfen (* 9. April 1925) ist ein ehemaliger deutscher Fußballspieler.

## Spielerkarriere
Halfen gehörte von 1947 bis 1953 Borussia Dortmund in der Oberliga West an. Sein Debüt gab er am 14. September 1947 (1. Spieltag) beim 3:0-Sieg im Heimspiel gegen die Sportfreunde Katernberg und bestritt in seiner Premierensaison 19 weitere Punktspiele. Während seiner Vereinszugehörigkeit trug er in 100 Punktspielen zu vier Meisterschaften in der Oberliga West bei. Sein einziges Tor in der Oberliga erzielte er in der Folgesaison; beim 8:1-Sieg im Heimspiel gegen Alemannia Aachen. Aufgrund der Erfolge bestritt er für Borussia Dortmund 1948/49 vier Spiele und 1949/50 ein Spiel in der Endrunde um die Deutsche Meisterschaft. Bei seiner Premiere bestritt er das am 12. Juni 1949 in Berlin mit 5:0 gegen den Berliner SV 1892 gewonnene Viertelfinale sowie das am 26. Juni in München gegen den 1. FC Kaiserslautern ausgetragene Halbfinale, das trotz Verlängerung torlos endete und keinen Sieger hervorbrachte. Daraufhin wurde er auch im Wiederholungsspiel eingesetzt, das er mit seiner Mannschaft am 3. Juli in Köln mit 4:1 gewann. Das am 10. Juli im Stuttgarter Neckarstadion gegen den VfR Mannheim ausgetragene Finale jedoch wurde vor 92.000 Zuschauern mit 2:3 nach Verlängerung verloren. 

## Erfolge
- Zweiter der Deutschen Meisterschaft 1949
- Westdeutscher Meister 1948, 1949, 1950, 1953

## Trainerkarriere
Von 1957 bis 1959 übte er das Traineramt bei der unterklassigen SV Holzwickede aus.